# 潜行者2：切尔诺贝利之心
《浩劫殺陣2：車諾比之心》是由烏克蘭遊戲開發商GSC Game World開發並發行的第一人稱生存恐怖遊戲。首发登陸PC（Windows）与Xbox Series X/S平台。這將是浩劫殺陣系列第四部作品，亦是系列首部登陸主機的作品。於2024年11月20日發售，距系列上一部作品，2009年的《普里皮亚季的召唤》有14年之久。
本作最初與《普里皮亞季的呼喚》一起公布，並計畫於2012年發售，但最终在預定發售年份宣布终止開發。
2018年，本作開發重啟，並採用了虛幻5引擎，计划于2022年12月8日发售，但由於2022年俄羅斯全面入侵烏克蘭的影響，開發工作一度被擱置。開發團隊後来在官方Discord頻道中表示開發仍将繼續，但發售日將延期至2024年。

## 故事大綱
玩家扮演一名叫“斯基夫”（Skif）的烏克蘭軍隊的退伍軍人，他的家因為突然出現特異區才有的超自然現象而遭到破壞，他還撿到一塊發光的神秘石頭。為了賺錢尋找新的居所，斯基夫在一名叫赫爾曼（Hermann）的科學家的幫助下闖入特異區，測試一個名為“掃描儀”（Scanner）的儀器，但工作因為客戶的背叛而遭到各勢力的潛行者們的武力阻撓，最後他被抓住並被打暈，醒來發現自己一無所有，儀器也被人拿走。因此斯基夫被迫要在特異區這惡劣環境裏作為潛行者掙扎求存，並且與各勢力周旋，解開特異區的謎團和尋找阻止它擴大的方法。

## 開發進程

### 早期開發
《浩劫殺陣2》最初於2010年公布，計畫於2012年發售。GSC Game World的CEO謝爾蓋·格里戈羅維奇（Евгений Григорович）宣称“在該系列全球銷量正式突破400萬份后，我們毫不猶豫地開始打造浩劫殺陣系列的新一部大型遊戲。它將是玩家期待的爆款遊戲的下一篇章。”游戏的开发雄心勃勃；據說該遊戲將採用全新開發的多平台引擎。
在開發過程中，由于大量裁員，GSC的員工人數減少了75%。兩年后，CEO格里戈羅維奇宣布由於“个人原因”立即停止所有開發，可能是由於財務困難。2011年12月9日，GSC Game World正式解散。官方Twitter帳號稱“我们將盡最大努力繼續下去。但目前一切都不確定。”在數月的動盪後，更新消息表示假期後將繼續開發，但需要資金。但該版本的遊戲最終還是在2012年4月由GSC的官方Facebook頁面宣布取消，原因是投資人、開發人員和IP所有者之間的糾紛。

### 恢復開發
沉寂多年後，GSC Game World于2014年12月恢复工作，開發了《哥薩克3》。
2018年5月15日，《浩劫殺陣2》的消息出現在了《哥薩克3》的Facebook頁面上。后来的消息表明本作采用了虚幻4引擎开发。此时的潜行者2仍处于非常早期的阶段，格里戈罗维奇后来在播客中表示，該項目在2018年公布的目的主要是為了炒作，以便在E3 2018上達成發行協議。
2021年6月13日，在E3 2021的微软/貝塞斯達聯合發布會上，本作公布了新預告片與副標題“車諾比之心”，計畫於2022年4月28日發售，並加入Xbox Game Pass。
2021年8月，開發者透露遊戲已经更新至虛幻5引擎。

### 俄乌战争以来
2022年俄烏戰爭爆發後，GSC呼籲為烏克蘭武裝部隊捐款，並稱由于戰爭爆发和保護員工的原因，遊戲開發已經被擱置。
3月14日，GSC更改了遊戲副標題的拼寫以反映烏克蘭语讀音而非俄语讀音。
6月14日，GSC在開發日誌中表示雖然開發團隊中有人逃離了烏克蘭、有人加入了烏克蘭武裝部隊，但開發仍在進行。
由於戰爭影響，GSC决定將開發工作转移至捷克布拉格繼續。
根据潜行者官方网站消息，游戏已经延期至2024年Q1。
2024年1月17日，GSC宣布游戏再次延期至9月5日，7月26日的消息表明游戏再度延期至11月20日。

## 發售
遊戲將於發售首日加入Xbox Game Pass，且為微軟獨佔作品，只能在Windows和Xbox SeriesX/S上發售。但Epic訴蘋果案泄露的一些文件表明獨占期限可能僅為三個月。

## 外部連結
- 官方网站